# Top 12 2018 (Frauen)
Die Top 12 2018 war die 16. französische Mannschaftsmeisterschaft im Schach der Frauen.
Meister wurde der erst im Vorjahr aus der Nationale I aufgestiegene Club de Clichy-Echecs-92, während sich der Titelverteidiger Club de Mulhouse Philidor mit dem zweiten Platz begnügen musste. Aus der Nationale I waren im Vorjahr neben Clichy Echiquier Nîmois und La tour de Juvisy aufgestiegen. Während alle Aufsteiger den Klassenerhalt erreichten, mussten Cercle d’Echecs de Strasbourg und Évry Grand Roque absteigen. Da aus der Oststaffel der Nationale I kein Aufsteiger gemeldet wurde und Cercle d’Echecs de Villepinte auf die Teilnahme verzichtete, wurde der Wettbewerb nur mit zehn Mannschaften ausgetragen; es stiegen daher nur zwei Mannschaften ab, um für 2019 wieder die Sollstärke von zwölf Mannschaften zu erreichen.
Zu den gemeldeten Mannschaftskadern siehe Mannschaftskader der Top 12 2018 (Frauen).

## Spieltermine
Die Vorrunde fand vom 5. bis 8. Mai in Rungis statt, die Finalrunde wurde am 23. und 24. Juni in Asnières-sur-Seine ausgetragen.

## Modus
Die zehn teilnehmenden Vereine spielten in zwei Vorrundengruppen mit je fünf Mannschaften ein einfaches Rundenturnier. Über die Platzierung entschied zunächst die Anzahl der Mannschaftspunkte (3 Punkte für einen Sieg, 2 Punkte für ein Unentschieden, 1 Punkt für eine Niederlage, 0 Punkte für eine kampflose Niederlage), danach der direkte Vergleich, anschließend die Differenz zwischen Gewinn- und Verlustpartien und letztendlich die Zahl der Gewinnpartien. Der jeweils Letzte der Vorrunden stieg in die Nationale I ab, während sich jeweils die beiden Erstplatzierten für die Finalrunde qualifizierten. Diese wurde im k.-o.-System ausgetragen, wobei auch der dritte Platz ausgespielt wurde.

## Vorrunde

### Groupe A
Während vor der letzten Runde bereits Monaco für die Finalrunde qualifiziert war und Strasbourg als Absteiger feststand, fiel die Entscheidung über den zweiten Platz erst in der Schlussrunde.

#### Endtabelle
| Pl. | Verein                        | Sp | G | U | V | MP | Brett-P. |
| --- | ----------------------------- | -- | - | - | - | -- | -------- |
| 01. | C.E.M.C. Monaco               | 4  | 4 | 0 | 0 | 12 | 12:1     |
| 02. | Club de Vandœuvre-Echecs      | 4  | 2 | 0 | 2 | 8  | 5:8      |
| 03. | Club de Montpellier Echecs    | 4  | 2 | 0 | 2 | 8  | 7:5      |
| 04. | Echiquier Nîmois (N)          | 4  | 1 | 1 | 2 | 7  | 4:8      |
| 05. | Cercle d’Echecs de Strasbourg | 4  | 0 | 1 | 3 | 5  | 3:9      |

#### Entscheidungen
|     | qualifiziert für das Halbfinale: C.E.M.C. Monaco, Club de Vandœuvre-Echecs |
|     | Absteiger in die Nationale I: Cercle d’Echecs de Strasbourg                |
| (M) | Meister der letzten Saison                                                 |
| (N) | Aufsteiger der letzten Saison                                              |

#### Kreuztabelle
| Ergebnisse | Ergebnisse                    | 01. | 02. | 03. | 04. | 05. |
| ---------- | ----------------------------- | --- | --- | --- | --- | --- |
| 01.        | C.E.M.C. Monaco               |     | 3:0 | 2:1 | 4:0 | 3:0 |
| 02.        | Club de Vandœuvre-Echecs      | 0:3 |     | 2:1 | 1:3 | 2:1 |
| 03.        | Club de Montpellier Echecs    | 1:2 | 1:2 |     | 2:0 | 3:1 |
| 04.        | Echiquier Nîmois              | 0:4 | 3:1 | 0:2 |     | 1:1 |
| 05.        | Cercle d’Echecs de Strasbourg | 0:3 | 1:2 | 1:3 | 1:1 |     |

### Groupe B
Während Évry vorzeitig als Absteiger feststand, fiel die Entscheidung über die beiden Halbfinalplätze erst in der letzten Runde.

#### Endtabelle
| Pl. | Verein                        | Sp | G | U | V | MP | Brett-P. |
| --- | ----------------------------- | -- | - | - | - | -- | -------- |
| 01. | Club de Clichy-Echecs-92 (N)  | 4  | 3 | 0 | 1 | 10 | 10:3     |
| 02. | Club de Mulhouse Philidor (M) | 4  | 3 | 0 | 1 | 10 | 10:4     |
| 03. | Club de Bischwiller           | 4  | 3 | 0 | 1 | 10 | 9:4      |
| 04. | La tour de Juvisy (N)         | 4  | 1 | 0 | 3 | 6  | 6:8      |
| 05. | Évry Grand Roque              | 4  | 0 | 0 | 4 | 4  | 0:16     |

#### Entscheidungen
|     | qualifiziert für das Halbfinale: Club de Clichy-Echecs-92, Club de Mulhouse Philidor |
|     | Absteiger in die Nationale I: Évry Grand Roque                                       |
| (N) | Aufsteiger der letzten Saison                                                        |

#### Kreuztabelle
| Ergebnisse | Ergebnisse                | 01. | 02. | 03. | 04. | 05. |
| ---------- | ------------------------- | --- | --- | --- | --- | --- |
| 01.        | Club de Clichy-Echecs-92  |     | 1:2 | 2:1 | 3:0 | 4:0 |
| 02.        | Club de Mulhouse Philidor | 2:1 |     | 1:2 | 3:1 | 4:0 |
| 03.        | Club de Bischwiller       | 1:2 | 2:1 |     | 2:1 | 4:0 |
| 04.        | La tour de Juvisy         | 0:3 | 1:3 | 1:2 |     | 4:0 |
| 05.        | Évry Grand Roque          | 0:4 | 0:4 | 0:4 | 0:4 |     |

## Endrunde

### Übersicht
|  | Halbfinale                | Halbfinale               |                          |   | Finale | Finale |
|  |                           |                          |                          |   |        |        |
|  | C.E.M.C. Monaco           | 1                        |                          |   |        |        |
|  | Club de Mulhouse Philidor | 2                        |                          |   |        |        |
|  |                           |                          |                          |   |        |        |
|  |                           |                          |                          |   |        |        |
|  | Club de Mulhouse Philidor | 1                        |                          |   |        |        |
|  |                           | Club de Clichy-Echecs-92 | 3                        |   |        |        |
|  |                           |                          |                          |   |        |        |
|  | Spiel um Platz drei       |                          |                          |   |        |        |
|  |                           |                          | Club de Vandœuvre-Echecs | 0 |        |        |
|  | Club de Clichy-Echecs-92  | 2                        | C.E.M.C. Monaco          | 2 |        |        |
|  | Club de Vandœuvre-Echecs  | 0                        |                          |   |        |        |

### Entscheidungen
|  | Französischer Mannschaftsmeister: Club de Clichy-Echecs-92 |

### Halbfinale
In beiden Wettkämpfen waren die Sieger der Vorrunden favorisiert. Während Clichy sich gegen Vandœuvre durchsetzte, unterlag Monaco Mulhouse.

### Finale und Spiel um Platz 3
Während im Spiel um Platz 3 Monaco der Favoritenrolle gerecht wurde, setzte sich im Finale Clichy gegen den Titelverteidiger Mulhouse durch.

## Die Meistermannschaft
| 1.            | Club de Clichy-Echecs-92                                                                                       |
| Schachfiguren | Alexandra Kostenjuk, Pauline Guichard, Alina l’Ami, Adina-Maria Hamdouchi, Anaëlle Afraoui, Isabelle Bonvalot. |